# 홈스 혜성
홈스 혜성(17P/Holmes)은 에드윈 홈스(Edwin Holmes)가 1892년 발견한 주기혜성이다. 2007년 10월 말, 수 시간 만에 +17등급에서 +2.8등급으로 급격히 밝아졌다. 2021년에 볼 수 있었고 다음에 볼 수 있는 때는 2028년으로 예상된다. 이 결과를 통해 7년 주기로 지구로 돌아온다는 사실을 알 수 있다.

## 발견
1892년 11월 6일 에드윈 홈스는 안드로메다 은하를 정기적으로 관측하던 중 이 혜성을 발견하였다. 1892년 처음 발견된 것은 이 혜성이 갑자기 밝기가 4~5등급까지 밝아졌기 때문이다. 몇 주 안에 홈스 혜성은 어두워졌으나, 발견된 지 두 달 반 정도 후에 다시 밝기 증가를 보이기도 했다. 이 혜성은 홈스 외에도 11월 8일 토마스 데이비드 앤더슨(Thomas David Anderson), 11월 9일 존 이웬 데이비드슨(John Ewen Davidson)에 의해서 각각 독립적으로 발견되었다.

## 2007년 밝기 증가

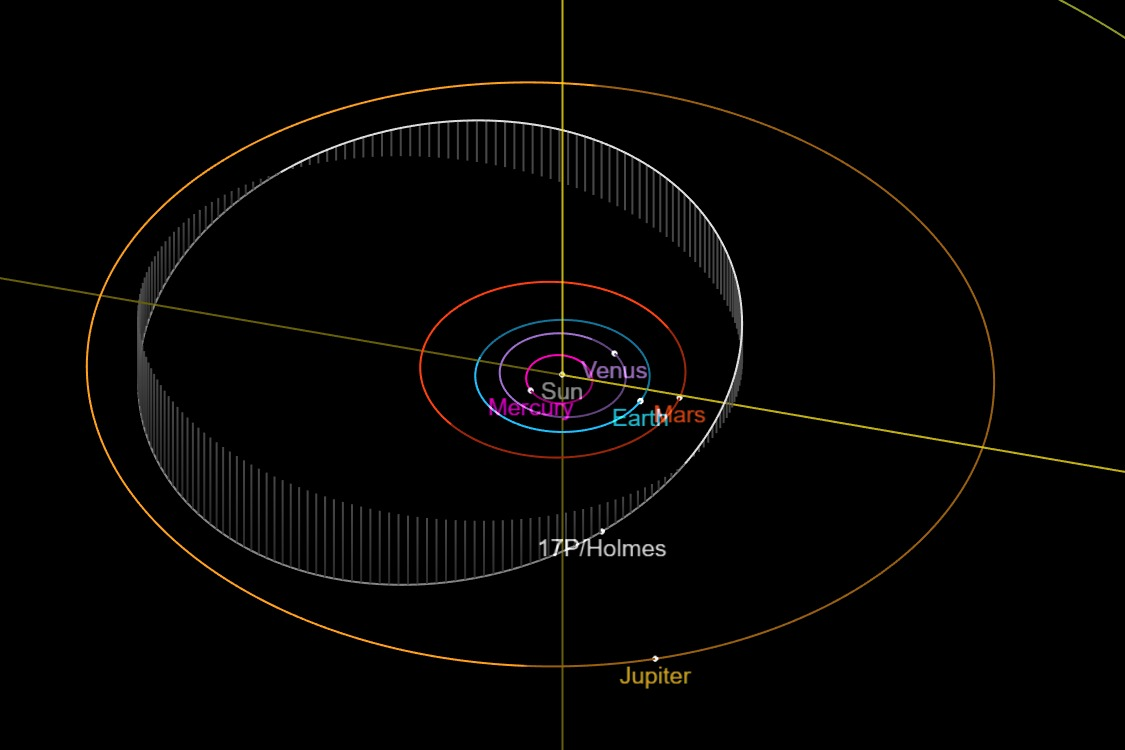
2007년 10월 25일 궤도 상의 위치

2007년 10월 23일~24일에 홈스 혜성은 밝기가 폭발적으로 증가했다. 단 몇 시간 만에 겉보기 밝기는 17등급에서 2.8등급으로 증가했다. 당시 이 혜성은 페르세우스자리에 있었다. 처음 발견한 사람은 카나리아 제도 테네리페 섬의 엔리퀘스 산타나(A. Henriquez Santana)이다. 밝아진 혜성의 모습은 도시에서도 맨 눈으로 확인할 수 있을 정도였다. 밝기가 증가하였을 때에 지구와 거의 같은 방향에 놓여 있었기 때문에, 혜성은 꼬리가 길게 늘어뜨린 모양이 아닌 밝은 원으로 보였다.
궤도의 계산과 광도에 의하면, 2007년의 밝기 증가 전의 혜성은 3.4km로 추정되었다. 2007년 10월 하순에는 혜성의 핵은 관측된 지름이 3.3분에서 13분으로 증가되었는데, 이는 달 지름의 절반 정도에 해당된다. 실제 크기는 1백만 km 보다 컸으며, 이는 태양 지름의 0.7배에 해당된다. 2007년 11월 9일에는 태양의 크기를 초과하여, 순간적으로 태양계 내의 가장 큰 대기를 갖게 되었다.
밝기가 증가한 원인은 명확히 밝혀져 있지 않다. 어쩌면 소행성과 충돌이 있었을 수도, 아니면, 핵 내부에서 생성된 기체가 표면을 뚫고 나왔는 지도 모른다.